# 劳特斯海姆
劳特斯海姆是德国莱茵兰-普法尔茨州的一个市镇。总面积3.72平方公里，总人口633人，其中男性312人，女性321人（2011年12月31日），人口密度170人/平方公里。